# エルゲネ
エルゲネ（モンゴル語: Ergene、生没年不詳）は、モンゴル帝国第2代皇帝（カアン）オゴデイの側室。
『元史』などの漢文史料では業里訖納(yèlǐqìnà)、『集史』などのペルシア語史料ではارگنه(ārgne)と記される。

## 概要
『集史』「オゴデイ・カアン紀」第一部には、「六男：カダアン・オグル。彼の母はエルゲネ(Ergene>ārgne)という名前の妃であった……七男：メリク。彼の母もまた上述の妃であった……」とあり、オゴデイの息子のカダアン、メリクの母親であった。
また、『元史』巻106表1后妃表にも「業里訖納(Ergene>yèlǐqìnà)妃子：滅里(Melik>mièlǐ)の母」と記されている。エルゲネの人柄や事蹟についてはほとんど記録が残っていない。